# VR Sr1電気機関車
Sr1は、フィンランド国鉄（VRグループ）向けに製造された電気機関車。25kV電圧であり、ロシアのノヴォチェルカースク電気機関車工場にて1973年から1985年にかけて製造された。電機品はフィンランドのOy Strömberg Ab社（後のアセア・ブラウン・ボベリ）から供給された。増備車2両はVRヒュヴィンカー機械製造場で1993年から1995年に、3111番は予備部品から、3112番はVRでは使われることの無かった原型試作機から作られた。
機関車は元々暗い赤の塗装をしており、車体側面全周と運転窓の下に白のストライプがあった。運転窓の下のストライプはのちに警告色に変更された。1990年代初めからこの車両の塗装はオフホワイトの下地に赤のラインに変更されていった。
車両のニックネームは"Siperian susi"と名づけられた。フィンランド語でシベリアのオオカミという意味で、"susi"は英語の"dog"と同じくフィンランド語でオオカミのほかに貧相な物も意味している。このほかにも"Kaalihäkki"（野菜籠）や"Sähköryssä"（電気ロシア野郎）などとも呼ばれた。
3098号機から3110号機までの各車は更新時に新しい台車に換装し、最高速度160km/hでの運転に対応した。また、新造の3111号機と3112号機は当初から最高速度160km/hであった。しかし速度向上と引き換えに牽引力が犠牲となり、より高速なSr2形の運転開始に影響も受け、2003年に元の最高速度に戻されている。最後に更新された車両は3107番である。
3048号機は1996年にヨケラでの脱線事故で、3089号機は1998年にユヴァスキュラでの脱線事故で大破し、この計2両が使用不能となっている。

## 参照
- VRグループ
- VR Sr2電気機関車